# Леонид Кизим
Леонид Денисович Кизим (на украински: Леонид Денисович Кизим; на руски: Леонид Денисович Кизим) е украински съветски космонавт.
Той е роден на 5 август 1941 г. в Красний Лиман, Донецка област. През 1963 г. завършва Черниговското висше военно авиационно училище. Служи в съветските военновъздушни сили.
През 1965 г. е зачислен в отряда на космонавтите (Група ВВС-3).
Влиза в състава на дублиращия екипаж на Союз Т-2 (1980 г.), Союз Т-6 (1982 г.) и Союз Т-10А (1983 г.).
Участва като командир в полетите на Союз Т-3 до Салют-6 (27 октомври - 10 ноември 1980), Союз Т-10- Салют-7 (8 февруари - 2 октомври 1984) и Союз Т-15 до Мир и Салют-7 (13 март – 16 юли 1986), като прекарва в космоса общо 374 дни 17 часа и 56 минути.
Достига до званието генерал-полковник и на два пъти е удостояван с отличието Герой на Съветския съюз.
Леонид Кизим умира в Москва на 14 юни 2010 г.